# Psalidothrips moeone
Psalidothrips moeone är en insektsart som beskrevs av Laurence A. Mound och Walker 1986. Psalidothrips moeone ingår i släktet Psalidothrips och familjen rörtripsar. Inga underarter finns listade i Catalogue of Life.